# You Are the Reason (bài hát của Calum Scott)
"You Are the Reason" là một bài hát của ca sĩ người Anh Calum Scott. Nó được phát hành vào ngày 17 tháng 11 năm 2017 bởi Capitol Records, dưới dạng đĩa đơn thứ hai trong album đầu tay Only Human. Nó được sản xuất bởi nhà sản xuất thu âm từng đoạt giải Grammy Fraser T. Smith. Bài hát đã được phát trực tuyến hơn một tỷ lần, và đã bán được hơn năm triệu bản trên toàn thế giới. Video âm nhạc được quay hoàn toàn ở Kiev, Ukraina và đã vượt qua 500 triệu lượt xem trên YouTube. Bài hát được biết đến một phần nhờ Kodi Lee đã hát trong America's Got Talent.

## Danh sách bài hát
| Tải kỹ thuật số | Tải kỹ thuật số      | Tải kỹ thuật số |
| STT             | Nhan đề              | Thời lượng      |
| --------------- | -------------------- | --------------- |
| 1.              | "You Are the Reason" | 3:24            |

| Tải kỹ thuật số | Tải kỹ thuật số                           | Tải kỹ thuật số |
| STT             | Nhan đề                                   | Thời lượng      |
| --------------- | ----------------------------------------- | --------------- |
| 1.              | "You Are the Reason" (John Gibbons remix) | 3:30            |

| Tải kỹ thuật số (phiên bản song ca) | Tải kỹ thuật số (phiên bản song ca)    | Tải kỹ thuật số (phiên bản song ca) |
| STT                                 | Nhan đề                                | Thời lượng                          |
| ----------------------------------- | -------------------------------------- | ----------------------------------- |
| 1.                                  | "You Are the Reason" (với Leona Lewis) | 3:10                                |

| Tải kỹ thuật số (phiên bản song ca) | Tải kỹ thuật số (phiên bản song ca)     | Tải kỹ thuật số (phiên bản song ca) |
| STT                                 | Nhan đề                                 | Thời lượng                          |
| ----------------------------------- | --------------------------------------- | ----------------------------------- |
| 1.                                  | "You Are the Reason" (với Ilse DeLange) | 3:10                                |

| Tải kỹ thuật số (phiên bản song ca tiếng Pháp) | Tải kỹ thuật số (phiên bản song ca tiếng Pháp) | Tải kỹ thuật số (phiên bản song ca tiếng Pháp) |
| STT                                            | Nhan đề                                        | Thời lượng                                     |
| ---------------------------------------------- | ---------------------------------------------- | ---------------------------------------------- |
| 1.                                             | "You Are the Reason" (với Barbara Pravi)       | 3:09                                           |

## Xếp hạng
| Chart (2018–2019)                                                  | Peak position |
| ------------------------------------------------------------------ | ------------- |
| Úc (ARIA)                                                          | 27            |
| Bỉ (Ultratip Flanders) with Leona Lewis                            | 24            |
| Bỉ (Ultratop 50 Wallonia) with Leona Lewis                         | 11            |
| Canada (Canadian Hot 100) with Leona Lewis                         | 76            |
| Canada AC (Billboard) with Leona Lewis                             | 32            |
| Denmark Digital Songs (Billboard) with Leona Lewis                 | 6             |
| Pháp (SNEP)                                                        | 89            |
| Hungary (Single Top 40)                                            | 31            |
| Ireland (IRMA)                                                     | 55            |
| Malaysia (RIM)                                                     | 1             |
| Netherlands Digital Songs (Billboard) with Leona Lewis             | 6             |
| New Zealand Digital Songs (Billboard) with Leona Lewis             | 6             |
| Bồ Đào Nha (AFP)                                                   | 58            |
| Scotland (OCC)                                                     | 6             |
| Singapore (RIAS)                                                   | 18            |
| Sweden Heatseeker (Sverigetopplistan) with Leona Lewis             | 1             |
| Thụy Sĩ (Schweizer Hitparade)                                      | 20            |
| Anh Quốc (OCC)                                                     | 43            |
| Hoa Kỳ Bubbling Under Hot 100 Singles (Billboard) with Leona Lewis | 23            |
| Hoa Kỳ Digital Song Sales (Billboard) with Leona Lewis             | 7             |
| Hoa Kỳ Adult Contemporary (Billboard) with Leona Lewis             | 11            |
| Hoa Kỳ Adult Pop Airplay (Billboard) with Leona Lewis              | 25            |

| Chart (2018)                      | Position |
| --------------------------------- | -------- |
| Australia (ARIA)                  | 80       |
| Belgium (Ultratop Wallonia)       | 74       |
| Switzerland (Schweizer Hitparade) | 33       |
| US Adult Contemporary (Billboard) | 23       |

## Chứng nhận
</ref>}}
| Quốc gia | Chứng nhận  | Số đơn vị/doanh số chứng nhận |
| --- | ----------- | ----------------------------- |
| Úc (ARIA) | 4× Platinum | 280.000‡                      |
| Brasil (Pro-Música Brasil) | Gold        | 0‡                            |
| Canada (Music Canada) | 2× Platinum | 160.000‡                      |
| Đan Mạch (IFPI Đan Mạch) | Gold        | 45.000‡                       |
| Ý (FIMI) | Gold        | 25.000‡                       |
| Anh Quốc (BPI) | Platinum    | 600.000‡                      |
| Hoa Kỳ (RIAA) | Platinum    | 1.000.000‡                    |
| * Chứng nhận dựa theo doanh số tiêu thụ. ^ Chứng nhận dựa theo doanh số nhập hàng. ‡ Chứng nhận dựa theo doanh số tiêu thụ và phát trực tuyến. |             |                               |

## Lịch sử phát hành
| Quốc gia | Ngày                 | Định dạng             | �Hãng đĩa | Ng. |
| -------- | -------------------- | --------------------- | --------- | --- |
| Hoa Kỳ   | 17 tháng 11 năm 2017 | Tải xuống kỹ thuật số | Capitol   |     |